# NGC 3101
NGC 3101 est une galaxie spirale vue par la tranche et située dans la constellation du Sextant.  NGC 3010 a été découverte par l'astronome allemand Albert Marth en 1865.

## Caractérostiques
Sa vitesse par rapport au fond diffus cosmologique est de 6 067 ± 36 km/s, ce qui correspond à une distance de Hubble de 89,5 ± 6,3 Mpc (∼292 millions d'al).
La classe de luminosité de NGC 3101 est I.